# Makary Drohomirecki
Makary Drohomirecki (ur. 1840, zm. 12, 1516 lub 22 lutego 1863) – polski działacz niepodległościowy pochodzenia ukraińskiego, powstaniec styczniowy.
Wcześnie osierocony przez rodziców, pozostawał pod opieką Feliksa Szostakowskiego – marszałka szlachty powiatu kijowskiego. Ukończył studia na Uniwersytecie Kijowskim, a następnie Instytut Agronomiczny w Marymoncie.
Uczestniczył czynnie w życiu politycznym Warszawy. W 1860 kontynuował studia na Uniwersytecie w Heidelbergu, następnie przeniósł się do Paryża, gdzie zetknął się z radykalnie nastawioną młodzieżą polską. Uczęszczał na wykłady gen. Ludwika Mierosławskiego o tematyce wojskowej.
Przed wybuchem powstania mieszkał w Liège, skąd wyruszył do kraju na czele sformowanego ze studentów liczącego ok. 20 ludzi oddziału. Drohomirecki zwany Kniaziem w końcu stycznia 1863 r. przekroczył granicę Kongresówki w okolicach Wielunia i podążył w kierunku Sieradza, mając w planie rozbudowanie oddziału. Po drodze ogłaszał Manifest i Dekret Tymczasowego Rządu Narodowego i objaśniał cele powstania. Miejsce biwakowania oddziału na niewielkiej polance w głębi lasów lipnieńskich k. Złoczewa zdradził Rosjanom chłop Aleksander Rumowicz z kolonii Potok, którego wkrótce powiesili powstańcy z oddziału żandarmerii narodowej. Wdowa po zdrajcy dostała od Rosjan 200 rubli. 32 osobowy oddział został otoczony przez 3 roty piechoty i 40 kozaków z sieradzkiego garnizonu. Rosjanami dowodził mjr Pisanko i oficer Hanczakow. W walce poległo 5 - 8 powstańców i ich dowódca – Makary Drohomirecki, na którego ciele doliczono się ok. 30 ran postrzałowych i od broni białej. Części powstańców udało się uciec, cześć zaś została wybita w pobliskim Brzeźnie.
Obecnie  w miejscu ich śmierci w uroczysku zwanym przez okoliczną ludność „Poległe” stoi duży krzyż i skromny pomnik. Prawdopodobnie pochowani tu są także znani z nazwiska: kapelan oddziału – ks. Kazimierz Jany, Malinowski – malarz dekoracyjny z Sieradza, dowódca – Makary Drohomirecki, Aleksander Hauke – syn Aleksandra Jana Haukego.